# 永遠の9月
永遠の9月または終わらない9月とは 、1993年9月以降を指すUsenetスラングである。この月にインターネットサービスプロバイダAmerica Online（AOL）がUsenetアクセスの提供を開始して、圧倒的な数の新規ユーザが流入したことにより、既存のオンラインフォーラムの文化が不可逆に変わってしまった現象を指す。 
1993年9月以前は、Usenetのユーザは大学やその他の研究機関などに限定されていた。 そこでは、毎年9月、多くの新入生が初めてUsenetにアクセスし、Usenetの行動規範や「ネチケット」に慣れるということが繰り返されていた。新規ユーザは（サービスそのものに飽きなければ）1ヶ月ほどでネチケットに慣れるのが普通だった。 
通常の9月の新入生の流入はすぐに落ち着く現象だったが、AOLからの流入は終わらなかった。Usenetの既存文化に新規ユーザが慣れるには、AOLからの新規ユーザーは数が多すぎた。この流入ペースは、AOLの最高マーケティング責任者Jan Brandtによる積極的なダイレクトメールキャンペーンによって、さらに加速された。AOLは、何百万ものAOL無料試用版が入ったフロッピーディスクとCD-ROMを配布して大量にユーザを獲得していることでよく知られていた。
それ以降、インターネットではコンスタントに新規ユーザが増え続けることになった。古くからのUsenetユーザにとってみれば、1993年9月を境に新規ユーザの流入が止まらなくなった。 
終わらない9月という用語を作り出したのはDave Fischerだと考えられている。1994年1月のalt.folklore.computersへの投稿で彼は次のように書いている。「1993年9月は終わらない9月として歴史の中で記録に残るでしょう」